# Una balena parente di Moby Dick
Una balena parente di Moby Dick (Dicky Moe) è un film del 1962 diretto da Gene Deitch. Il film è il centoventiduesimo cortometraggio della serie Tom & Jerry e l'ottavo dei tredici a essere stato prodotto nello studio Rembrandt Films situato a Praga, capitale della Cecoslovacchia (oggi Repubblica Ceca), ed è stato distribuito il pubblicato il 20 luglio 1962. La trama e il titolo originale del corto sono una parodia del libro Moby Dick di Herman Melville.

## Trama
In un porto, il capitano di una nave è ossessionato dalla cattura della grande balena bianca, Dicky Moe; la sua ossessione spaventa così tanto il suo equipaggio che tutti abbandonano la nave in preda al panico. Poco dopo, il capitano trova Tom in cerca di cibo al porto, lo colpisce, facendolo svenire, e lo porta a bordo. Il gatto crede in un primo momento che stia andando in crociera, ma presto il capitano lo costringe a mettersi al lavoro. Tom, mentre lavora, vede Jerry sistemare una sedia a sdraio fuori dalla sua tana e decide di infastidirlo. Jerry a sua volta si vendica facendogli sporcare il ponte con del catrame. Dopodiché Tom cerca di catturare Jerry in diversi modi, ma ogni volta il tutto finisce per ritorcerglisi contro. Alla fine Tom cade in mare e il capitano avvista Dicky Moe, così gli spara contro un arpione. Jerry intanto aiuta Tom a risalire sulla nave dandogli una corda, che in realtà è legata all'arpione; Tom si rende conto troppo tardi di ciò e viene quindi trascinato via dall'arpione, finendo legato sulla balena che nuota via. Mentre il capitano si dispera per non essere riuscito a catturare Dicky Moe e per aver perso un membro dell'equipaggio, Jerry si mette a leggere tranquillamente un libro sotto il ponte della nave.

## Edizione italiana
Nel doppiaggio originale il capitano della nave, con la voce di Allen Swift, ripete sempre "Dicky Moe", mentre nel doppiaggio italiano, con la voce di Gastone Pescucci, dice "Voglio quella dannata balena!" oppure "Torna qui con la mia balena bianca!".